# ريكيافيك روتردام (فلم)
ريكيافيك روتردام (بالإيسلندية: Reykjavík-Rotterdam) هو فيلم أكشن تم إنتاجه في آيسلندا وهولندا وألمانيا وصدر سنة 2008 بطولة بالتاسار كورماكور.

## القصة
مشاكل مالية تجعل حارس أمن يعود لمهنة التهريب.

## روابط خارجية
- مقالات تستعمل روابط فنية بلا صلة مع ويكي بيانات